# Maria Leopoldyna Habsburg
Maria Leopoldyna Habsburg (ur. 22 stycznia 1797 w Wiedniu, zm. 11 grudnia 1826 w Rio de Janeiro) – arcyksiężniczka austriacka, cesarzowa Brazylii i przez dwa miesiące jednocześnie królowa Portugalii.

## Życiorys
Była córką cesarza Franciszka II Habsburga i jego drugiej żony Marii Teresy Burbon. Odebrała staranne wykształcenie. Znała sześć języków. Interesowała się naukami przyrodniczymi.
W 1817 w Brazylii poślubiła portugalskiego księcia Piotra. Portugalska rodzina królewska przebywała tam przez dziesięć lat na wygnaniu w wyniku wojen napoleońskich. Mieli siedmioro dzieci:
- Marię II, królową Portugalii
- Miguela Bragança (zm. 1820)
- Joāo Carlosa Bragança (1821-1822)
- Januárię Bragança (1822-1901), poślubiła księcia Obojga Sycylii, Luigi di Aquila
- Paulę Bragança (1823-1833)
- Franciscę Bragança (1824-1898), poślubiła Franciszka, księcia Joinville, syna króla Ludwika Filipa I i Marii Amelii Burbon
- Piotra II, cesarza Brazylii

W 1821, kiedy król Jan VI wrócił do Portugalii, Piotr postanowił zostać z Maria Leopoldyną i dziećmi w Brazylii. W 1822 Piotr ogłosił niepodległość Brazylii, a Maria Leopoldyna została jej pierwszą cesarzową. W 1826, po śmierci ojca, Piotr został królem Portugalii, jednak po dwóch miesiącach został zmuszony do abdykacji na rzecz córki Marii.
Jej imieniem nazwano największy dworzec kolejowy w Rio de Janeiro – Imperatriz Leopoldina.